# Fußball-Weltmeisterschaft 1994/Mexiko
Dieser Artikel behandelt die mexikanische Fußballnationalmannschaft bei der Fußball-Weltmeisterschaft 1994. Es war die zehnte Teilnahme Mexikos an der Endrunde einer Fußball-Weltmeisterschaft und die erste erfolgreich absolvierte Qualifikation seit der WM 1978.

## Qualifikation

### Erste Runde
Freilos

### Zweite Runde
| St. Vincent und die Grenadinen | – | Mexiko                         | 00:4 | Alves 21', Suárez 55', Uribe 73' 78'                                          |
| Mexiko                         | – | Honduras                       | 02:0 | de la Torre 12', Uribe 62'                                                    |
| Mexiko                         | – | Costa Rica                     | 04:0 | García 61' 69', Suárez 64', de la Torre 82'                                   |
| Costa Rica                     | – | Mexiko                         | 02:0 | Smith 47' 88'                                                                 |
| Mexiko                         | – | St. Vincent und die Grenadinen | 11:0 | Uribe 5' 38' 88', Hermosillo 14' 23', 76', 80', Bernal 30' 56' 71', Alves 44' |
| Honduras                       | – | Mexiko                         | 01:1 | Suazo 49' / Uribe 57'                                                         |

### Finalrunde
| El Salvador | – | Mexiko      | 2:1 | Castro 41', Renderos 77' / García Aspe 75'                                          |
| Mexiko      | – | Honduras    | 3:0 | Flores 7', Sánchez 76', Ambríz 89'                                                  |
| Mexiko      | – | El Salvador | 3:1 | Ambríz 2', García 55', Ramírez 63' / Ulloa 86'                                      |
| Mexiko      | – | Kanada      | 4:0 | Ramírez 20' 34', Flores 53', García Aspe 68'                                        |
| Honduras    | – | Mexiko      | 1:4 | Juan Flores 56' / García Aspe 2', Luis Flores 44', García 69', Smith 89' (Eigentor) |
| Kanada      | – | Mexiko      | 1:2 | Bunbury 17' / Sánchez 36', Cruz 84'                                                 |

## Mexikanisches Aufgebot
| Nummer / Name | Nummer / Name                | Damaliger Verein      | Geburtstag | Länderspiele |
| Torhüter      | Torhüter                     | Torhüter              | Torhüter   | Torhüter     |
| ------------- | ---------------------------- | --------------------- | ---------- | ------------ |
| 1             | Jorge Campos                 | UNAM Pumas            | 15.10.1966 | 4            |
| 12            | Félix Fernández              | CF Atlante            | 01.11.1967 | 0            |
| 22            | Adrián Chávez                | Club América          | 27.06.1962 | 0            |
| Abwehr        |                              |                       |            |              |
| 2             | Claudio Suárez               | UNAM Pumas            | 17.12.1968 | 4            |
| 3             | Juan de Dios Ramírez Perales | UNAM Pumas            | 08.03.1969 | 4            |
| 4             | Ignacio Ambríz               | Club Necaxa           | 07.02.1965 | 4            |
| 5             | Ramón Ramírez                | Santos Laguna         | 05.12.1969 | 2            |
| 18            | José Luis Salgado            | UAG Tecos             | 03.04.1966 | 0            |
| 21            | Raúl Gutiérrez               | CF Atlante            | 16.10.1966 | 2            |
| Mittelfeld    |                              |                       |            |              |
| 6             | Marcelino Bernal             | Deportivo Toluca      | 27.05.1962 | 4            |
| 8             | Alberto García Aspe          | Club Necaxa           | 11.05.1967 | 3            |
| 13            | Juan Carlos Chávez           | CF Atlas              | 18.01.1967 | 1            |
| 14            | Joaquín del Olmo             | CD Veracruz           | 20.04.1969 | 3            |
| 15            | Missael Espinoza             | Deportivo Guadalajara | 12.04.1965 | 0            |
| 16            | Luis Antonio Valdez          | Club León             | 01.07.1967 | 1            |
| 17            | Benjamín Galindo             | Deportivo Guadalajara | 11.12.1960 | 1            |
| 20            | Jorge Rodríguez              | Deportivo Toluca      | 18.04.1968 | 3            |
| Angriff       |                              |                       |            |              |
| 7             | Carlos Hermosillo            | CD Cruz Azul          | 24.08.1964 | 2            |
| 9             | Hugo Sánchez                 | Rayo Vallecano        | 11.07.1958 | 1            |
| 10            | Luis García                  | Atlético Madrid       | 01.06.1969 | 4            |
| 11            | Luis Roberto Alves           | Club América          | 23.05.1967 | 4            |
| 19            | Luis Miguel Salvador         | CF Atlante            | 26.02.1968 | 1            |
| Trainer       |                              |                       |            |              |
|               | Miguel Mejía Barón           |                       | 17.04.1949 |              |

## Spiele der mexikanischen Mannschaft

### Vorrunde
| Pl. | Land     | Sp. | S | U | N | Tore    | Diff. | Punkte |
| --- | -------- | --- | - | - | - | ------- | ----- | ------ |
| 1.  | Mexiko   | 3   | 1 | 1 | 1 | 003:300 | ±0    | 04     |
| 2.  | Irland   | 3   | 1 | 1 | 1 | 002:200 | ±0    | 04     |
| 3.  | Italien  | 3   | 1 | 1 | 1 | 002:200 | ±0    | 04     |
| 4.  | Norwegen | 3   | 1 | 1 | 1 | 001:100 | ±0    | 04     |

- Norwegen –  Mexiko 1:0 (0:0)

Stadion: Robert F. Kennedy Memorial Stadium (Washington, D.C.)
Zuschauer: 52.395
Tor: 1:0 Kjetil Rekdal (84.)
Das Siegtor für Norwegen fiel in der 84. Minute, nachdem der erst wenige Minuten zuvor eingewechselte Rekdal sich eine Verwirrung in der mexikanischen Hintermannschaft zunutze gemacht hatte, mit dem Ball in den Strafraum eindrang und ihn, unerreichbar für den mexikanischen Keeper, ins lange Eck schoss. 
Bereits in der ersten Halbzeit hatten die Norweger ein Tor erzielt, dem wegen Foulspiels gegen den mexikanischen Schlussmann zu Recht die Anerkennung verweigert wurde. Weitere Chancen, die sich durch hohe Flanken vor das von Campos gehütete mexikanische Tor für Norwegen ergaben, blieben folgenlos, obwohl der mexikanische Torwart bei mehreren Flanken unsicher wirkte und diese mehr als nur einmal unterlief. 
Eine der spektakulärsten Szenen trug sich jedoch auf der anderen Seite zu, als Mexikos Superstar Hugo Sánchez mit einem Fallrückzieher aus etwa elf Metern Torentfernung nur knapp das norwegische Tor verfehlte. Im weiteren Spielverlauf rettete der norwegische Torwart Erik Thorstvedt seine Mannschaft vor einem Rückstand, als er zwei Fernschüsse von Luis García und Ignacio Ambríz parierte. 
In der allerletzten Minute, als die Mexikaner vehement auf den Ausgleich drängten, brannte es lichterloh vor dem norwegischen Tor. Zunächst konnte Luis Roberto Alves eine Flanke von Ramón Ramírez per Flugkopfball nur an den Pfosten setzen. Der anschließend vom Pfosten auf den Hinterkopf des am Boden liegenden „Zague“ Alves abprallende Ball flog unmittelbar vor der Linie des verwaisten norwegischen Tores nach oben und Hugo Sánchez eilte herbei, um ihn über die Linie zu drücken. Doch im letzten Augenblick konnte Henning Berg den Ball noch wegschlagen und seiner Mannschaft die drei Punkte retten.
- Mexiko –  Irland 2:1 (1:0)

Stadion: Florida Citrus Bowl (Orlando)
Zuschauer: 60.790
Tore: 1:0 Luis García (42.), 2:0 Luis García (65.), 2:1 John Aldridge (84.)
Irland hätte in Führung gehen können, als Tommy Coyne eine scharfe Hereingabe frei vor Campos um Haaresbreite verpasste. Stattdessen gingen die Mexikaner kurz vor dem Pausenpfiff in Führung, als Luis García eine Vorlage von Carlos Hermosillo mit einer Direktabnahme aus mehr als 20 Metern Torentfernung im irischen Tor unterbringen konnte.
In der zweiten Hälfte mehrten sich die Torchancen. Zunächst verfehlten Mexikos Alberto García Aspe und Luis Roberto Alves das irische Tor, bevor Irlands John Sheridan frei vor dem mexikanischen Tor auftauchte und abzog. Doch Campos konnte den Ball mit einem spektakulären Flug abfangen.
Dann zogen die Mexikaner auf 2:0 davon, als García Aspe auf seinen an der Strafraumgrenze lauernden „Namensvetter“ Luis García flankte und dieser den Ball mit einem platzierten Schuss ins kurze Eck im Tor unterbringen konnte. Wenig später hatte Luis García nach einem spektakulären Heber über seinen Gegenspieler eine weitere gute Einschussmöglichkeit. Doch diesmal konnte der irische Torhüter Pat Bonner sich ebenso auszeichnen wie bei einer weiteren Chance durch Luis Roberto Aves, als dieser allein vor dem irischen Tor aufgetaucht war. 
In der 84. Minute geriet der schon sicher geglaubte Sieg der Mexikaner noch einmal in Gefahr, als John Aldridge eine von Denis Irwin in den Strafraum geschlagenen Flanke per Kopfball freistehend gegen eine unsortiert wirkende mexikanische Abwehr im Tor unterbringen konnte. Nach einem gefährlichen Torschuss vom irischen Kapitän Andy Townsend wäre fast noch der Ausgleich gefallen, doch diesmal konnte Campos parieren.
- Italien –  Mexiko 1:1 (0:0)

Stadion: Robert F. Kennedy Memorial Stadium (Washington, D.C.)
Zuschauer: 52.535
Tor: 1:0 Daniele Massaro (48.), 1:1 Marcelino Bernal (57.) 
Die vielleicht schönste Torszene der ersten Halbzeit fabrizierte Italiens Stürmer Giuseppe Signori in der 27. Minute, als er einen Ball per Seitfallzieher auf das mexikanische Tor brachte. Der Schuss ging jedoch genau in Richtung des mexikanischen Torhüters, der den Ball problemlos abfangen konnte. Doch Campos konnte sich auch bei anderen Gelegenheiten gegen druckvoll aufspielende Italiener auszeichnen. Die größte Chance der ersten Halbzeit für „El Tri“ hatte Luis García in der 41. Minute, als er einen Ball gefährlich auf das italienische Tor brachte, den Luca Marchegiani über das von ihm gehütete Tor lenken konnte. 
Bereits kurz nach Wiederanpfiff ging Italien in Führung, nachdem Demetrio Albertini eine Flanke zum erst zur zweiten Halbzeit eingewechselten Massaro geschlagen hatte, der den Ball mit der Brust annahm, in den mexikanischen Strafraum eindrang und eiskalt verwandelte. Auch nach der Führung machten die Italiener weiter Druck und in der 56. Minute kam Massaro zu einer weiteren Gelegenheit. Doch sein Kopfball ging diesmal knapp am Tor vorbei. Zwei Minuten später kamen die Mexikaner bei einem ihrer wenigen Angriffe zum Ausgleich, als Bernal einen Schuss aus 20 Metern Entfernung im italienischen Tor unterbringen konnte.
Danach rettete Campos seiner Mannschaft durch zwei Glanzparaden gegen Roberto Baggio (69. Minute) und Nicola Berti (89. Minute) den wichtigen Punkt, der Mexiko bei einer möglichen Niederlage nicht nur vor dem letzten Platz bewahrte, sondern durch diesen Punktgewinn mit der Bilanz von 3:3 Toren und 4 Punkten zum Gruppensieger machte. Es war das überhaupt erst zweite Mal (nach der Heim-WM 1986), dass Mexiko die WM-Vorrunde als Gruppensieger abschloss und das erste Mal, dass dies „El Tri“ im Ausland gelang.

### Achtelfinale
- Achtelfinale:  Mexiko –  Bulgarien 1:1 n. V. (1:1, 1:1), 1:3 i. E.

Stadion: Giants Stadium (East Rutherford)
Zuschauer: 71.030
Tore: 0:1 Christo Stoitschkow (7.), 1:1 Alberto García Aspe (Foulelfmeter) (18.)
Elfmeterschießen: 0:0 (der Schuss von García Aspe streift die Torlatte und geht über das Tor), 0:0 (Campos pariert den scharf und platziert geschossenen Ball von Krassimir Balakow), 0:0 (Borislaw Michajlow hält den zu schwach und zentral geschossenen Ball von Bernal), 0:1 Bontscho Gentschew, 0:1 (Michajlow hält einen erneut schwach geschossenen Ball von Jorge Rodríguez), 0:2 Daniel Borimirow, 1:2 Claudio Suárez, 1:3 Jordan Letschkow
Acht Jahre, nachdem Mexiko sich im Achtelfinale der Heim-WM 1986 mit der bulgarischen Mannschaft auseinandersetzen musste (und seinerzeit mit 2:0 gewann), traf „El Tri“ erneut im Achtelfinale auf die Bulgaren. Diesmal wurden die Mexikaner früh geschockt, als Stoitschkow bereits in der siebten Minute einen aus der eigenen Hälfte geschlagenen langen Ball aufnehmen und bis in den mexikanischen Strafraum eindringen konnte, wo er mit einem knallharten Schuss über den ihm entgegen laufenden Campos hinweg verwandeln konnte. 
Nach einem Foul an Alves zehn Minuten später verwandelte García Aspe den fälligen Strafstoß zum 1:1-Ausgleich. 
Weil anschließend keine weiteren Tore fielen, musste die Begegnung im Elfmeterschießen entschieden werden. Hier zeigten die Mexikaner sich ähnlich nervenschwach und glücklos wie acht Jahre zuvor im Viertelfinale gegen die deutsche Nationalmannschaft, während die Bulgaren ihre Schüsse wesentlich besser platzierten. Da hatte auch Campos, der den ersten Schuss von Balakow noch sensationell abwehren konnte, keine Abwehrchance. Obwohl er auch bei den Schüssen von Borimirow und Letschkow die richtige Ecke wählte, waren deren Schüsse einfach zu platziert und unerreichbar. Für Bulgarien bedeutete dieser Sieg den erstmaligen Einzug in ein WM-Viertelfinale.